# Bastos Tellechea
A marca BT, conhecida como uma marca equina, iniciou suas atividades no ano de 1962 de uma parceria entre os irmãos Flavio Bastos Tellechea e Roberto Bastos Tellechea. O nível atingido nos cavalos crioulos e a sua performance tornaram a marca BT um referencial da raça crioula no Brasil e no exterior. 
A marca BT é dona de 33 Freios - entre Ouro, Prata e Bronze - , além de 51 prêmios em exposições morfológicas de Esteio e cinco grandes campeonatos consecutivos no prêmio Martim Rossel. O histórico de títulos ainda conta com duas premiações em 2007, na exposição de Assunção (Paraguai), três campeonatos no Prado (Uruguai) e mais três prêmios em exposições da Federação Internacional de Criadores de Cavalos Crioulos, além de cinco títulos em campeonatos de rédeas.